# Rawa Blues 1987
Rawa Blues 1987 – koncertowy album polskiego muzyka blues rockowego, Tadeusza Nalepy, zarejestrowany w katowickim Spodku w ramach festiwalu Rawa Blues Festival.
Na krążku znalazły się sztandarowe kompozycje Nalepy: „Jedź ostrożnie nie popędzaj kół”, refleksyjna „Modlitwa”, czy utwór „Kiedy byłem małym chłopcem”. Dodatkowo album wzbogacono o unikalne bonusy: zapis dwóch utworów, które Tadeusz Nalepa wykonał z zespołem Dżem podczas niezapomnianego koncertu List do R z 1995 roku poświęconemu tragicznie zmarłemu Ryszardowi Riedlowi.

## Lista utworów
źródło:.
1. „Hołd” – 7:09
2. „Ten o Tobie film” – 4:19
3. „Jedź ostrożnie nie popędzaj kół” – 7:00
4. „Kim bez Ciebie jestem” – 5:17
5. „Sen szaleńca” – 2:59
6. „Oni mnie wyręczą w tym” – 4:56
7. „Modlitwa” – 9:44
8. „Kiedy byłem małym chłopcem” – 6:11

bonusy:
1. „Abym mógł przed siebie iść” – 5:24
2. „Czerwony jak cegła” – 9:59

## Twórcy
źródło:.
- Tadeusz Nalepa – wokal, gitara
- Jerzy Styczyński – gitara
- Beno Otręba – gitara basowa
- Paweł Berger – instrumenty klawiszowe
- Marek Kapłon – perkusja
- Grażyna Dramowicz – wokal
- Zbigniew Szczerbiński – perkusja